# 4606 Saheki

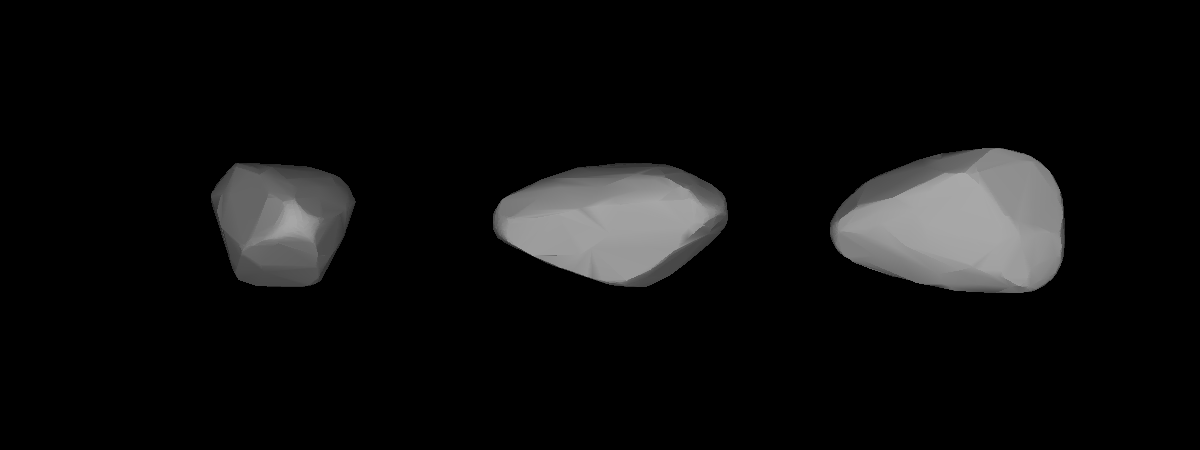
4606 Saheki

4606 Saheki eller 1987 UM1 är en asteroid i huvudbältet som upptäcktes den 27 oktober 1987 av den japanska astronomen Tsutomu Seki vid Geisei-observatoriet. Den är uppkallad efter den japanske astronomen Tsuneo Saeki.
Asteroiden har en diameter på ungefär 6 kilometer.